# Cubillos (Zamora)
Cubillos es una localidad y municipio  español de la provincia de  Zamora y de la comunidad autónoma de Castilla y León.
Perteneciente a la comarca de la Tierra del Pan y tiene en su iglesia de Santa María de la Asunción (siglo XVI, aunque presenta restos más antiguos) su edificio más destacado, en el que se encuentra una talla de la Virgen del siglo XIII.

## Ubicación
Integrado en la comarca de Tierra del Pan, se sitúa a 9 kilómetros de Zamora. El término municipal está atravesado por la Autovía Ruta de la Plata (A-66) y por la carretera nacional N-630, entre los pK 265 y 268, además de por carreteras locales que conectan con Moreruela de los Infanzones, Torres del Carrizal y Valcabado.  
Se asienta sobre una llanura por la que discurre el arroyo del Prado, afluente del río Valderaduey. La altitud oscila entre los 731 metros al norte (cerro Muela) y los 660 metros a orillas del arroyo. El pueblo se alza a 676 metros sobre el nivel del mar. 
| Noroeste: Montamarta | Norte: Montamarta y Moreruela de los Infanzones | Nordeste: Torres del Carrizal    |
| Oeste: La Hiniesta   |                                                 | Este: Molacillos y Monfarracinos |
| Suroeste: Roales     | Sur: Valcabado                                  | Sureste: Monfarracinos           |

## Historia

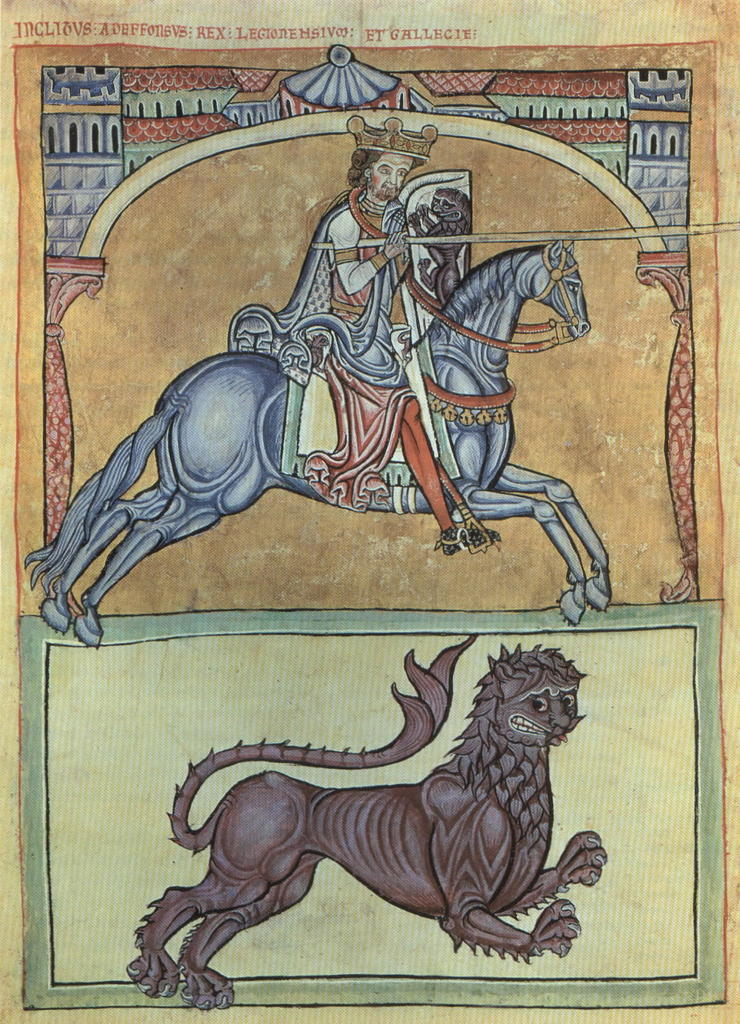
Alfonso IX de León cedió Cubillos a la Orden de Santiago en 1192

Los primeros datos de poblamiento humano en el término de Cubillos datan de finales del siglo III antes de Cristo, época en la que se fecha el hallazgo de plomos monetiformes en el Teso de la Atalaya.
La primera referencia escrita data del siglo XII, conforme al documento de donación (1192) de esta localidad, entonces llamada Cubelos, por el rey Alfonso IX de León a la Orden de Santiago. Posteriormente, aparece citado con la denominación de Cubiellos en el Fuero de Zamora.
Posteriormente, en 1472, Juan de Porres, Conde de Castronuevo, recibe merced sobre ciertos tributos reales de Cubillos por los servicios prestados a la Corona, si bien Cubillos se mantuvo como lugar de realengo, tal y como aparece a mediados del siglo XVIII.
Eclesiásticamente, desde finales del siglo XII Cubillos perteneció al obispado de León de Santiago, que encuadraba los territorios leoneses de dicha Orden, hecho que se prolongó hasta 1873, cuando se disolvió por orden papal dicha diócesis, pasando entonces a formar parte de la Diócesis de Zamora, a la que pertenece en la actualidad.
Finalmente, al crearse las actuales provincias en la división provincial de 1833, Cubillos quedó encuadrado en la provincia de Zamora, dentro de la Región Leonesa.

## Geografía humana

### Demografía
Cuenta con una población de 295 habitantes (INE 2024).
| Gráfica de evolución demográfica de Cubillos entre 1842 y 2021                                                        |
| |
| Población de derecho según los censos de población del INE. Población de hecho según los censos de población del INE. |

## Patrimonio
Llegó a contar con dos parroquias, la desaparecida de San Juan Bautista, perteneciente a la Orden de Santiago y al Priorato de San Marcos de León, y la actual parroquia de Santa María de la Asunción, perteneciente a la diócesis de Zamora.

### Iglesia de Santa María de la Asunción

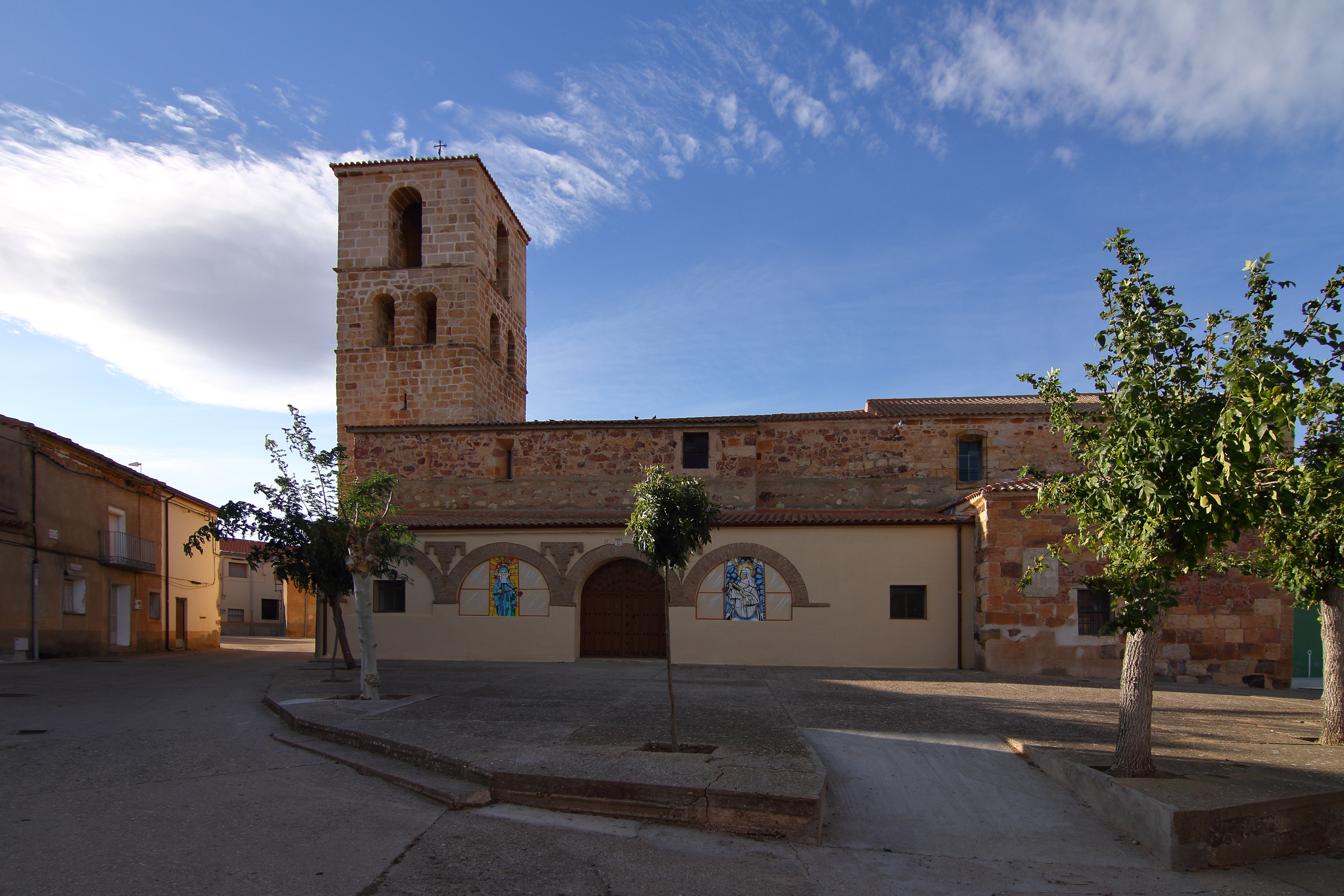
Iglesia de la Asunción

Su fábrica es de sillería y mampostería del siglo XVI, aunque presenta restos más antiguos. De su exterior destaca la torre de aspecto románico y planta cuadrada de tres cuerpos. Cuenta también con un pórtico de época más moderna.
Su interior se encuentra organizado en tres naves, separadas por arcos formeros que descargan sobre columnas de gran diámetro. Todo el inmueble está cubierto con techos planos. 
Cuenta con varios retablos. El retablo mayor es del siglo XVIII y cuenta con tres calles con labor rococó que cobija la Virgen titular, del siglo XIII, en su hornacina principal, y a su lado se encuentran las imágenes de San Atilano y San Froilán del siglo XVIII. Existen, además, dos retablos laterales, uno dedicado a la Virgen del Rosario y otro presidido por un Cristo crucificado acompañado de las imágenes de la Dolorosa y de Santa Rita.
La iglesia cuenta con una pila bautismal de piedra, con taza gallonada, del siglo XVI.

## Fiestas de la localidad
- Festividad de Santa Rita, el 22 de mayo.
- Fiesta de verano, el último fin de semana de julio.